# Quadre de text

quadre de text.

Als programes d'ordinador, un quadre de text, camp de text o quadre d'entrada de text és un element comú d'una interfície gràfica d'usuari, també com el corresponent tipus de giny usat en programar GUIs. El propòsit del quadre de text és permetre a l'usuari l'entrada d'informació textual per ser usada pel programa.
Les pautes per a la interfície d'usuari recomanen emprar un quadre de text d'una sola línia quan només és requerida una sola línia d'entrada i, un quadre de text multi-línia només si pot ser requerida més d'una línia d'entrada. Les caixes de text no editables poden servir, simplement, per al propòsit de mostrar text.
Un quadre de text típic és un rectangle de qualsevol grandària, possiblement amb una vora que separa el quadre de text de la resta de la interfície. Les caixes de text poden contenir cap, un, o dos scrollbars. Algunes caixes de text poden mostrar una línia vertical que parpelleja (coneguda com a caret), indicant la regió actual del text que s'està editant. És comú que el cursor del ratolí canviï la seva forma quan està sobre un quadre de text.